# Terebra hemphilli
Terebra hemphilli is een slakkensoort uit de familie van de Terebridae. De wetenschappelijke naam van de soort is voor het eerst geldig gepubliceerd in 1924 door Vanatta.